# Wrong (canção de Zayn)
"Wrong" (estilizado como "wRoNg") é uma canção do cantor britânico Zayn, gravada para seu álbum de estreia Mind of Mine (2016). Conta com participação da cantora norte-americana Kehlani. Foi escrita por Zayn Malik, Wells, Griffin, Rains, Emerson, Waviest e Kehlani Parrish, e produzido por XYZ. Foi enviada para às estações de rádios americanas em 7 de junho de 2016 pela RCA Records, servindo como terceiro e último single do álbum.

## Lançamento e promoção
"Wrong" foi enviada para às estações de rádios rítmicas dos Estados Unidos em 7 de junho de 2016 como single. Mais tarde, foi enviada para às rádios urbanas dos Estados Unidos em 28 de junho de 2016.
A faixa foi usada na seção fotográfica de Zayn da revista GQ. O vídeo foi publicado na conta oficial da revista no YouTube.

## Análise da crítica
O Sputnikmusic disse que, "Wrong" apresenta "excelentes vai e volta" entre Malik e Kehlani, que oferece um verso infeccioso." A The New York Times disse que "Wrong" é um "dueto sensual" com a cantora americana de R&B Kehlani que lembra as primeiras gravações solo de Justin Timberlake".

## Posições nas tabelas musicais
| Tabela musical (2016)                             | Melhor posição |
| ------------------------------------------------- | -------------- |
| Canadá (Canadian Hot 100)                         | 96             |
| Estados Unidos (Billboard Bubbling Under Hot 100) | 13             |
| Reino Unido (UK R&B Chart)                        | 23             |